# Greix
|  | Aquest article tracta del greix com a substància. Per al teixit, vegeu teixit adipós. Per a la malaltia provocada per l'excés de greix, vegeu obesitat |

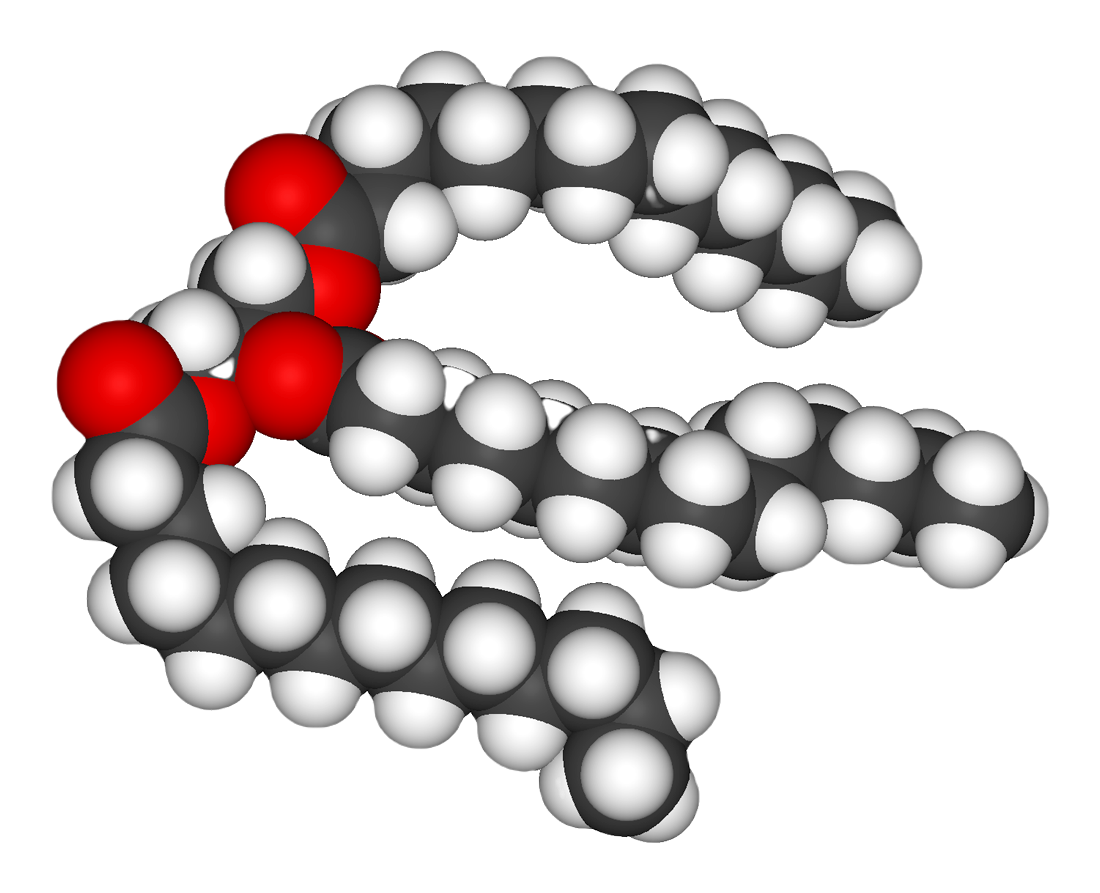
Representació idealitzada d’una molècula d’un triglicèrid típic, el principal tipus de greix. Atendre les tres cadenes d’àcids grassos unides a la porció central de glicerol de la molècula.

Composició de greixos de diversos aliments, en percentatge del seu greix total

En nutrició, biologia i química, el greix o matèria grassa sol significar qualsevol èster (compost orgànic) d’ àcid gras o una barreja d’aquests compostos, que mes freqüentment es produeixen en éssers vius o en aliments.
El terme sovint es refereix específicament als triglicèrids (èsters triples de glicerol), que són els components principals dels olis vegetals i del teixit adipós dels animals on s'emmagatzemen. També es pot referir als triglicèrids sòlids o semisòlids a temperatura ambient, excloent així els olis. El terme també es pot utilitzar de manera més àmplia com a sinònim de lípid: qualsevol substància biològicament rellevant, composta de carboni, hidrogen i oxigen, insoluble en aigua, però soluble en dissolvents no polars. En aquest sentit, a més dels triglicèrids, el terme inclouria altres tipus de compostos com monoglicèrids i diglicèrids, fosfolípids (com la lecitina), esterols (com el colesterol), ceres (com la cera d’abella), i greixos lliures d'àcids, que solen estar presents en la dieta humana en quantitats més petites.
Els greixos són un dels tres principals grups de macronutrients de la dieta humana, juntament amb els hidrats de carboni i les proteïnes, i un dels components principals dels productes alimentaris habituals com la llet, la mantega, el sèu (llard de remugant), el saïm (llard de porc), la cansalada, les salsitxes i els olis de cuina. Són una important font d’ energia alimentària per a molts animals, i tenen importants funcions estructurals i metabòliques, en la majoria dels éssers vius, en l'emmagatzemament d’energia, la impermeabilització i l'aïllament tèrmic. El cos humà pot produir el greix que necessita a partir d'altres ingredients alimentaris, excepte alguns àcids grassos essencials que s'han d’incloure a la dieta. Els greixos dietètics també són portadors d’alguns ingredients de sabor i aroma i vitamines que són liposolubles.

## Tipologia
Segons el tipus d'àcids grassos que formin predominantment els greixos, i en particular pel grau d'insaturació (nombre d'enllaços dobles o triples) dels àcids grassos, podem distingir:

### Greixos saturats
Estan formats majoritàriament per àcids grassos saturats. Apareixen per exemple en la cansalada, al sèu, a les mantega de cacau o de cacauet, etc. Aquest tipus de greixos és sòlid a temperatura ambient. Els greixos formats per àcids grassos de cadena llarga (més de 8 àtoms de carboni), com els àcids làuric, mirístic i palmític, es consideren que eleven els nivells plasmàtics de colesterol associat a les lipoproteïnes LDL. No obstant això, els greixos saturats basats en l'esteàric tenen un efecte neutre.
La majoria de greixos saturats són d'origen animal, però també es troba un contingut elevat de greixos saturats en productes d'origen vegetal, com pot ser pel seu contingut de greixos saturats: l'oli de coco (92%) i l'oli de palma (52%).

### Greixos insaturats i polinsaturats
Estan formats principalment per àcids grassos insaturats com l'oleic o el palmitoleic. Són líquids a temperatura ambient i comunament se'ls coneix com olis. Poden ser per exemple l'oli d'oliva, de gira-sol, de blat de moro. Són els més beneficiosos per al cos humà pels seus efectes sobre els lípids plasmàtics i alguns casos contenen àcids grassos que són nutrients essencials, ja que l'organisme no pot fabricar-los i l'única manera d'aconseguir-los és mitjançant ingestió directa. Exemples de greixos insaturats són els olis comestibles. Els greixos insaturats poden subdividir-se en:
- Greixos monoinsaturats. Són els que redueixen els nivells plasmàtics de colesterol associat a les lipoproteïnes LDL3.[13] Tenen efectes aterogènics, pel que popularment es denominen "colesterol dolent"). Es troben en l'oli d'oliva, l'alvocat, i alguns fruits secs. Eleven els nivells de lipoproteïnes HDL (anomenades comunament "colesterol bo").
- Greixos poliinsaturats (formats per àcids grassos de les sèries omega 3, omega 6). Els efectes d'aquests greixos sobre els nivells de colesterol plasmàtic depenen de la sèrie a la qual pertanyen els àcids grassos constituents. Així, per exemple, els greixos rics en àcids grassos de la sèrie omega 6 redueixen els nivells de les lipoproteïnes LDL i HDL, fins i tot més que els greixos rics en àcids grassos monoinsaturats.[13] Per contra, els greixos rics en àcids grassos de la sèrie omega 3 (àcid docosahexaenoic i àcid eicosapentaenoic) tenen un efecte més reduït, si bé disminueixen els nivells de triacilglicèrids plasmátics.[13] Es troben en la majoria dels peixos blaus (bonitol, tonyina, salmó, etc.), llavors oleaginoses i alguns fruits secs (nou, ametlla, avellana, etc.)

La majoria de greixos insaturats són d'origen vegetal. Els olis amb major percentatge de greixos insaturats són: el de canola (94%), el de càrtam (91%), el de gira-sol (89%), i el de blat de moro (87%), els quals es consideren olis saludables per el consum humà.

### Greixos trans
S'obtenen durant la hidrogenació dels olis vegetals. Mitjançant la hidrogenació total passen de ser insaturats a saturats, perdent la isomeria geomètrica. Si la hidrogenació és parcial, no tots els enllaços dobles seran hidrogenats i pot passar també que algun enllaç doble amb forma cis canviï la posició a la forma espacial de trans. Per això es diuen àcids grassos trans. Són molt més perjudicials que els saturats presents en la naturalesa (amb forma cis), ja que són altament aterogènics (capacitat d'obstrucció arterial) i poden contribuir a elevar els nivells de lipoproteïnes LDL i els triglicèrids, fent descendir perillosament els nivells de lipoproteïnes HDL.
Exemples d'aliments que contenen aquests àcids grassos són: la mantega vegetal, la margarina i qualsevol aliment elaborat amb qualsevol d'aquests dos: pa de motlle, galetes, pastisseria industrial, cremes, aperitius, cereals per esmorzar, precuinats i prefregits congelats.

## Importància biològica
En els éssers humans i en molts animals, els greixos serveixen tant com a fonts d’energia com a dipòsit d’energia que excedeix el que el cos necessita immediatament. Cada gram de greix quan es crema o es metabolitza allibera aproximadament 9 calories dels aliments (37 kJ = 8,8 kcal).
Els greixos també són fonts d’ àcids grassos essencials, un requisit dietètic important. Les vitamines A, D, E i K són liposolubles. És a dir, que només es poden digerir, absorbir i transportar conjuntament amb greixos.
Els greixos tenen un paper vital en el manteniment sa de la pell i el cabell, aïllant els òrgans del cos contra el xoc, mantenint la temperatura corporal i afavorint la funció cel·lular sana. El greix també serveix com a amortidor útil contra una sèrie de malalties. Quan una substància determinada, sigui química o biòtica, arriba a nivells insegurs al torrent sanguini, el cos pot diluir efectivament o, almenys, mantenir l'equilibri de les substàncies ofensores emmagatzemant-les en un nou teixit gras. Això ajuda a protegir els òrgans vitals, fins que les substàncies ofensores puguin metabolitzar-se o eliminar-se del cos per mitjà d'excreció, micció, sagnia accidental o intencionada, excreció de la glàndula sebàcia i creixement del pèl.

### Teixit adipós

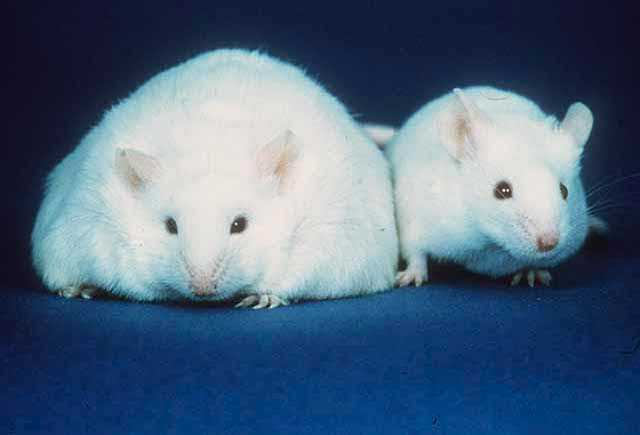
El ratolí obès de l'esquerra té grans reserves de teixit adipós. A tall de comparació, es mostra un ratolí amb una quantitat normal de teixit adipós a la dreta.

En els animals, el teixit adipós o greix és el mitjà del cos per emmagatzemar energia metabòlica durant períodes prolongats. Els adipòcits (cèl·lules grasses) emmagatzemen greixos derivats de la dieta i del metabolisme hepàtic. Sota l'estrès energètic, aquestes cèl·lules poden degradar el greix emmagatzemat per subministrar àcids grassos i també glicerol a la circulació. Aquestes activitats metabòliques estan regulades per diverses hormones (per exemple, insulina, glucagó i adrenalina). El teixit adipós també segrega l’hormona leptina.
La ubicació del teixit determina el seu perfil metabòlic: el teixit adipós es troba dins de la paret abdominal (és a dir, sota la paret del múscul abdominal) mentre que el greix subcutani es troba sota la pell (incloent el greix que es troba a la zona abdominal sota la pell, però per sobre de la paret muscular abdominal). Recentment es va descobrir que el greix visceral era un important productor de comunicació cel·lular (és a dir, hormones), entre les que n'hi ha que intervenen en les respostes inflamatòries dels teixits. Una d’aquestes és la resistina que s'ha relacionat amb l'obesitat, la resistència a la insulina i la diabetis tipus 2.

## Producció i elaboració
S'utilitzen diverses tècniques químiques i físiques per a la producció i processament de greixos, tant en la indústria com en la casa. Inclouen:
- Premsat d'oli per extreure greixos líquids de fruites, llavors o algues, per exemple, oli d'oliva de les oliveres[27]
- Extracció de liquid-liquid mitjançant dissolvents com l'hexà o diòxid de carboni supercrític.[28]
- Reutilització dels productes agroalimentaris, la fusió de greixos en el teixit adipós, per exemple, per produir sèu, llard de porc, oli de peix i oli de balena.[29]
- Batut de mantega de llet per produir mantega.[30]
- Hidrogenació per reduir el grau d’insaturació dels àcids grassos.[31]
- Interesterificació, la reordenació dels àcids grassos a través de diferents triglicèrids.[32]
- Hivernació per eliminar components d'oli amb punts de fusió més alts.[33]
- Clarificació de la mantega.[34]

## Metabolisme
La lipasa pancreàtica actua sobre l'enllaç èster, hidrolitzant l'enllaç i "alliberant" l'àcid gras. En forma de triglicèrids, els lípids no poden ser absorbits pel duodè. Els àcids grassos, els monoglicèrids (un glicerol, un àcid gras) i alguns diglicèrids són absorbits pel duodè, un cop descomposts els triglicèrids.
Després de la secreció de lipases i bilis, els triglicèrids es divideixen en monoacilglicerol i àcids grassos lliures en un procés anomenat lipòlisi al tracte gastrointestinal. Posteriorment, es traslladen a cèl·lules absorbents d'enteròcits que recobreixen els intestins. Els triglicèrids es reconstrueixen en enteròcits a partir dels seus fragments i s'envasen juntament amb colesterol i proteïnes per formar quilomicrons. Aquestes són excretades de les cèl·lules i recollides pel sistema limfàtic i transportades als grans vasos propers al cor abans de ser barrejades amb la sang. Diversos teixits poden capturar els quilomicrons, alliberant els triglicèrids per utilitzar-los com a font d'energia. Les cèl·lules del fetge poden sintetitzar i emmagatzemar triglicèrids. Quan el cos requereix àcids grassos com a font d’energia, l’hormona glucagó indica la descomposició dels triglicèrids per l'hormona sensitiva lipasa per alliberar àcids grassos lliures. Com que el cervell no pot utilitzar els àcids grassos com a font d'energia (tret que es converteixi en cetona), el component glicerol dels triglicèrids es pot convertir en glucosa, mitjançant gluconeogènesi per conversió en fosfat de dihidroxiacetona i després en gliceraldehid 3-fosfat. combustible quan es descompon. Les cèl·lules grasses també es poden descompondre per aquest motiu si les necessitats del cervell superen mai les del cos.
Els triglicèrids no poden passar a través de les membranes cel·lulars lliurement. Els enzims especials a les parets dels vasos sanguinis anomenats lipoproteïna lipasa han de descompondre els triglicèrids en àcids grassos lliures i glicerol. Els àcids grassos poden ser captats per les cèl·lules a través del transportador d’àcids grassos (FAT).
Com a components principals de les lipoproteïnes de molt baixa densitat (VLDL) i els quilomicrons, els trigilicèrids tenen un paper important en el metabolisme com a fonts d’energia i transportadors de greixos de la dieta. Contenen més del doble d’energia (aproximadament 9 kcal / g o 38 kJ / g) que els carbohidrats (aproximadament 4 kcal / g o 17 kJ / g).

## Aspectes nutricionals i de salut
El tipus de greix més freqüent, en la dieta humana i en la majoria dels éssers vius, és un triglicerol, un èster del triple glicerol alcohòlic H(–CHOH–)
3H i tres àcids grassos. La molècula d’un triglicerol es pot descriure com a resultat d’una reacció de condensació (específicament, esterificació) entre cadascun dels grups –OH del glicerol i la part HO– del grup carboxil HO(O=)C− de cada àcid gras, formant un èster pont −O−(O=)C− amb eliminació d’una molècula d’aigua H
2O
Altres tipus de greixos menys habituals són els diglicèrids i els monoglicèrids, on l'esterificació es limita a dos o només un dels grups de glicerol –OH. Altres alcohols, com l'alcohol cetílic (predominant en espermaceti), podent substituir el glicerol. En els fosfolípids, un dels àcids grassos se substitueix per àcid fosfòric o un monoester del mateix. Els beneficis i els riscos de diverses quantitats i tipus de greixos dietètics han estat objecte de molts estudis i continuen sent temes molt controvertits.

### Àcids grassos essencials
Hi ha dos àcids grassos essencials (AGE) en la nutrició humana: l'àcid alfa-linolènic (un àcid gras omega-3) i l'àcid linoleic (un àcid gras omega-6). A partir d’aquests i d'altres greixos es poden sintetitzar altres lípids necessaris pel cos.

### Greixos saturats vs. greixos insaturats
Els diferents aliments contenen diferents quantitats de greixos amb diferents proporcions d’àcids grassos saturats i insaturats. Alguns productes d'origen animal, com la carn de vaca i els productes lactis fets amb llet sencera o reduïda de greixos com el iogurt, el gelat, el formatge i la mantega, tenen principalment àcids grassos saturats (i alguns tenen un contingut significatiu de colesterol). Altres productes d’origen animal, com la carn de porc, les aviram, els ous i els mariscs, tenen en la seva majoria greixos insaturats. Els productes del forn també poden utilitzar greixos amb un alt contingut de greixos insaturats, especialment aquells que contenen olis parcialment hidrogenats, i els aliments processats que es fregeixen en profunditat en oli vegetal tenen un alt contingut en greixos saturats.
Les plantes i l’oli de peix generalment contenen una proporció més alta d’àcids insaturats, tot i que hi ha excepcions com l'oli de coco i l'oli de palma. Els aliments que contenen greixos insaturats inclouen l’ alvocat, els fruits secs, els olis d’oliva i els olis vegetals com la canola.
Àcids grassos esterificats saturats com a percentatge del greix total
| Menjar              | Àcid làuric | Àcid tetradecanoic | Àcid palmític | Àcid esteàric |
| ------------------- | ----------- | ------------------ | ------------- | ------------- |
| Oli de coco         | 47%         | 18%                | 9%            | 3%            |
| Oli de palma        | 48%         | 1%                 | 44%           | 5%            |
| Mantega             | 3%          | 11%                | 29%           | 13%           |
| Carn picada vedella | 0%          | 4%                 | 26%           | 15%           |
| Salmó               | 0%          | 1%                 | 29%           | 3%            |
| Rovells d'ou        | 0%          | 0,3%               | 27%           | 10%           |
| Anacards            | 2%          | 1%                 | 10%           | 7%            |
| Oli de soja         | 0%          | 0%                 | 11%           | 4%            |

Molts estudis han trobat que substituir els greixos saturats per greixos insaturats a la dieta redueix el risc de patir malalties cardiovasculars, diabetis o la mort. Aquests estudis van provocar que moltes organitzacions mèdiques i departaments de salut pública, inclosa l'Organització Mundial de la Salut difonguéssin oficialment aquest consell. Alguns països amb aquestes recomanacions són:
- Regne Unit[57][58][59][60][61]
- Estats Units[54][62][63][64][65]
- Índia[66][67]
- Canadà[68]
- Austràlia[69]
- Singapur[70]
- Nova Zelanda[71]
- Hong Kong[72]

Una investigació del 2004 va concloure que "no s'ha identificat cap límit de seguretat inferior de les ingestes específiques d'àcids grassos saturats" i va recomanar que la influència de les ingestes d'àcids grassos saturats variables en un context de diferents estils de vida i antecedents genètics ha de ser el focus en futurs estudis.
Aquesta aportació sovint es simplifica excessivament etiquetant els dos tipus de greixos com a greixos dolents i greixos bons, respectivament. No obstant això, atès que els greixos i olis de la majoria dels aliments naturals i processats tradicionalment contenen àcids grassos insaturats i saturats, l'exclusió completa dels greixos saturats és poc realista i possiblement poc intel·ligent. Per exemple, alguns aliments rics en greixos saturats, com el coco i l'oli de palma, són una font barata important de calories en la dieta d'una gran part de la població dels països en desenvolupament.
En una conferència de l'Associació Americana de Dietètica (2010), també es va expressar la preocupació que una recomanació general per evitar greixos saturats podria conduir la gent a reduir la quantitat de greixos poliinsaturats, que poden tenir beneficis per a la salut, i / o substituir els greixos per carbohidrats refinats, que porten un alt risc d’obesitat i malalties del cor.
Per aquests motius, l'Administració d'Aliments i Fàrmacs (FDA) dels Estats Units, no recomana l'eliminació completa del greix saturat, sinó que només recomana que no superi el 10% de la ingesta calòrica diària. Un informe del 2003 de l'Organització de les Nacions Unides per l'Agricultura i l'Alimentació (FAO) recomana també limitar els àcids grassos saturats a menys del 10% de la ingesta diària d'energia i menys del 7% per als grups d'alt risc. L'American Heart Association també va recomanar un límit general del 7% el 2006. L'informe de l'OMS / FAO també recomana substituir els greixos per reduir específicament el contingut d'àcid tetradecanoic i palmític.
La dieta mediterrània, prevalent en molts països de la Mar Mediterrani, inclou més greixos totals que la dieta dels països del nord d’Europa, però la majoria es presenta en forma d’àcids grassos insaturats (específicament monoinsaturats i omega-3). a partir d’oli d’oliva, peix, verdures i certes carns com el xai, mentre que el consum de greixos saturats és mínim en comparació. Una revisió del 2017 va trobar evidències que una dieta d’estil mediterrani podria reduir el risc de malalties cardiovasculars, la incidència general del càncer, les malalties neurodegeneratives, la diabetis i la taxa de mortalitat. Un any després, 2018, es va mostrar que una dieta semblant a la mediterrània pot millorar l'estat de salut general, com ara un risc reduït de malalties no transmissibles. També pot reduir els costos socials i econòmics de les malalties relacionades amb la dieta.
Alguns 'estudis recents han desafiat aquesta visió negativa dels greixos saturats. Per exemple, una avaluació de les evidències de 1966-1973 de l'impacte observat en la salut de la substitució de greixos saturats de la dieta per àcid linoleic va demostrar que augmentava les taxes de mortalitat per totes les causes, malalties coronàries i malalties cardiovasculars. Aquests estudis han estat discutits per molts científics i el consens a la comunitat mèdica és que els greixos saturats i les malalties cardiovasculars estan estretament relacionades. Tot i això, aquests estudis discordants van alimentar el debat sobre els mèrits de substituir els greixos poliinsaturats per greixos saturats.

#### Malalties cardiovasculars
S'ha estudiat àmpliament l'efecte dels greixos saturats sobre les malalties cardiovasculars. El consens general és que hi ha proves de qualitat moderada d’una relació forta, consistent i graduada entre la ingesta de greixos saturats, els nivells de colesterol en sang i la incidència de malalties cardiovasculars. Les relacions s'han identificat com a causals, així com els resultats de moltes organitzacions mèdiques i governamentals.
Una revisió del 2017 de l'American Heart Association va estimar que la substitució de greixos saturats per greixos poliinsaturats a la dieta nord-americana podria reduir el risc de malalties cardiovasculars en un 30%.
El consum de greix saturat es considera generalment un factor de risc per a la dislipidèmia: nivells de lípids en la sang anormals, incloent alta colesterol total, nivells alts de triglicèrids, nivells elevats de lipoproteïna de baixa densitat (LDL, colesterol "dolent") o nivells baixos de lipoproteïnes d'alta densitat (HDL, colesterol "bo"). Per altre costat, es considera que aquests paràmetres són indicadors de risc per a alguns tipus de malalties cardiovasculars.Aquests efectes també es van observar en nens.
Diverses metaanàlisis (revisions i consolidacions de múltiples estudis experimentals publicats prèviament) han confirmat una relació significativa entre els greixos saturats i els nivells elevats de colesterol en sang,que al seu torn afirmen que tenen una relació causal amb un augment del risc de malalties cardiovasculars (l’anomenada hipòtesi dels lípids). No obstant això, el colesterol alt pot ser causat per molts factors. Altres indicadors, com ara una alta relació LDL / HDL, han demostrat ser més predictius. En un estudi de l’ infart de miocardi a 52 països, l'Apoliporoteina A! (ApoA1) Apolipoproteina B (ApoB) / (relacionada amb HDL i LDL, respectivament) va ser el predictor més fort de malalties cardiovasculars (MCV), entre tots els factors de risc. Hi ha altres factors relacionats amb l’ obesitat, els triglicèrids nivells de resistència a la insulina, la funció endotelial i la trombogenicitat, entre d'altres, que tenen un paper en les malalties cardiovasculars. Tot i que sembla que, en absència d’un perfil lipídic sanguini advers, els altres factors de risc coneguts només tenen un efecte aterogènic feble. Els diferents àcids grassos saturats tenen efectes diferents en diversos nivells de lípids.

#### Càncer
L'evidència d’una relació entre la ingesta de greixos saturats i el càncer és significativament més feble i no sembla que hi hagi un clar consens mèdic al respecte.
- Una metaanàlisi publicada el 2003 va trobar uns factors de risc en càncer de mama en la ingesta d'àcids grassos amb greixos saturats i el càncer de mama.[107] Tanmateix, dues revisions posteriors han trobat una relació feble o insignificant[108][109]i han assenyalat la prevalença de factors de confusió.[110]
- Una altra revisió va trobar evidències limitades sobre una relació positiva entre el consum de greix animal i la incidència de càncer colorectal.[111]
- Diferents metaanàlisis van trobar evidències d'un augment del risc de càncer d'ovari per un alt consum de greixos saturats.[112]
- Alguns estudis han indicat que l'àcid tetradecanoic[113][114] i l'àcid palmític,[114] o la dieta amb palmítics que mostra continguts en sang, combinats amb suplements d'alfa-tocoferol[113] s'associen a un augment de risc de càncer de pròstata de manera dependent. Tanmateix, aquestes associacions poden reflectir diferències en la ingesta o metabolisme d'aquests àcids grassos entre els casos de precàncer i els controls, en lloc de ser una causa real.[114]

#### Ossos
Diversos estudis realitzats amb animals han indicat que la ingesta de greixos saturats té un efecte negatiu sobre els efectes sobre l'osteoporosi. Un estudi va suggerir que els homes poden ser particularment vulnerables.

#### Disposició i salut general
Els estudis han demostrat que la substitució d’àcids grassos monoinsaturats per altres saturats s'associa a un augment de l’activitat física diària i a la despesa energètica en repòs. Es va associar més activitat física, menys ràbia i menys irritabilitat amb una dieta amb àcid oleic superior a una dieta amb àcid palmític.

Quantitats de tipus de greixos en aliments seleccionats

### Greixos monoinsaturats versus greixos poliinsaturats.

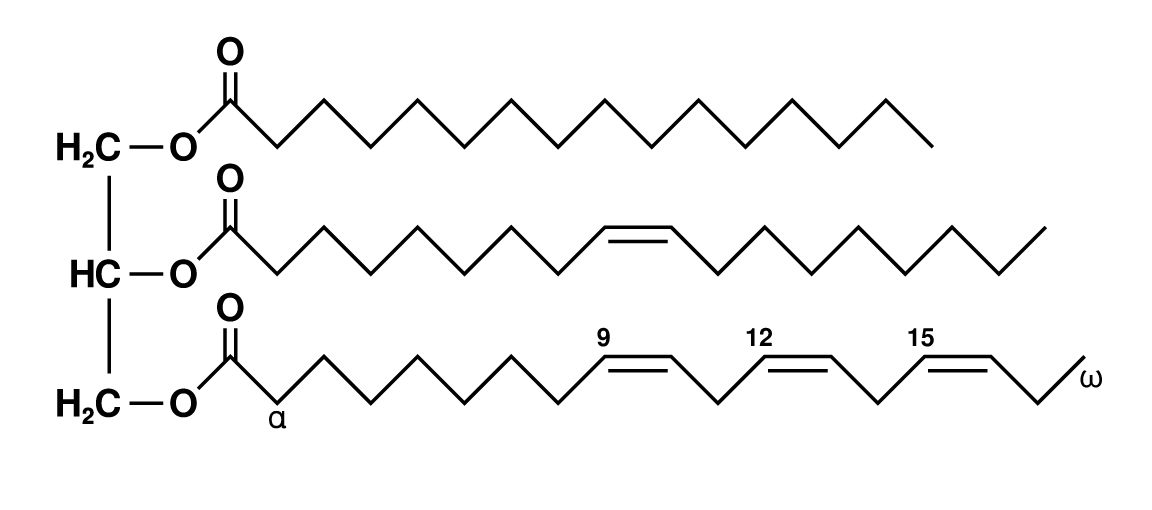
Diagrama esquemàtic d’un triglicèrid amb un àcid gras saturat (superior), un monoinsaturat (mig) i un poliinsaturat (inferior).

Suposant que els àcids grassos insaturats són generalment més saludables que els saturats (SFA), una altra qüestió que ha cridat l'atenció en les darreres dècades són els riscos i beneficis dels àcids grassos monoinsaturats (MUFA, amb un únic doble enllaç) enfront dels àcids grassos poliinsaturats (amb dos o més dobles enllaços).
Els àcids grassos més habituals en la dieta humana són insaturats o monoinsaturats. Els greixos monoinsaturats es troben a la carn animal, com ara la carn vermella, productes lactis integrals, fruits secs i fruites riques en greixos com les olives i els alvocats.L'oli d’oliva té aproximadament un 75% de greixos monoinsaturats. L'oli de gira-sol de gran varietat oleica conté almenys un 70% de greixos monoinsaturats. L'oli de canola i els anacards són aproximadament un 58% de greixos monoinsaturats. El sèu (greix de vedella) te al voltant del 50% de greix monoinsaturat, i la llard de porc amb aproximadament un 40% de greixos monoinsaturats. Altres fonts inclouen avellana, oli d'alvocat, oli de macadàmia, oli de llavors de raïm, oli de cacauet, oli de sèsam, oli de blat de moro, crispetes de blat de moro, blat, blat integral, cereals, civada, oli d'ametlles, oli de gira-sol, oli de llavors de cànem i oli de te Camèlia.
Els àcids grassos poliinsaturats es poden trobar principalment en fruits secs, llavors, peixos, olis de llavors i ostres.
Les fonts alimentàries de greixos poliinsaturats inclouen:
| Font d'aliments (100g) | Greixos poliinsaturats (g) |
| ---------------------- | -------------------------- |
| Nous                   | 47                         |
| Oli de canola          | 34                         |
| Llavors de gira-sol    | 33                         |
| Llavors de sèsam       | 26                         |
| Llavors de Chia        | 23,7                       |
| Cacauets sense sal     | 16                         |
| Mantega de cacauet     | 14.2                       |
| Oli d'alvocat          | 13,5                       |
| Oli d’Oliva            | 11                         |
| Oli de càrtam          | 12,82                      |
| Algues                 | 11                         |
| Sardina                | 5                          |
| Soja                   | 7                          |
| Tonyina                | 14                         |
| Salmó salvatge         | 17.3                       |
| Blat gra integral      | 9.7                        |

#### Resistència a la insulina i sensibilitat
S'ha trobat que els Greixos no saturats (especialment l'àcid oleic) redueixen la incidència dels àcids grasos poliinsaturats, resistents a la insulina (especialment grans quantitats d'àcid araquidònic), amb un increment dels greixos saturats (com l'àcid araquídic). Aquestes relacions es poden trobar en els fosfolípids del múscul esquelètic humà i en altres teixits. La relació entre els greixos de la dieta i la resistència a la insulina es considera secundària a la relació entre la resistència a la insulina i la inflamació, que està parcialment modulada per les relacions de greixos de la dieta (Omega-3 / 6 / 9). Els omega 3 i 9 són considerats antiinflamatoris, i els omega 6 proinflamatoris (així com per molts altres components dietètics, especialment polifenols i exercici, amb aquests dos antiinflamatoris). Tot i que els tipus de greixos pro i antiinflamatoris són biològicament necessaris, les proporcions dietètiques de greixos en la majoria de les dietes dels Estats Units es distingeixen cap a Omega 6, amb la desinhibició posterior de la inflamació i la potenciació de la resistència a la insulina. Però això és contrari al suggeriment d’estudis més recents, en què els greixos poliinsaturats es mostren com a protectors contra la resistència a la insulina.
L'estudi a gran escala de va trobar que augmentar els gos no saturats i disminuir la ingesta de SFA greixos saturats i a millorar la sensibilitat a la insulina, però només quan la ingesta global de greixos de la dieta era baixa. No obstant això, alguns greixos no saturats promourien la resistència a la insulina, mentre que els àcids grassos polinsaturats n protegir-se contra ella.

#### Càncer
Els nivells d’àcid oleic juntament amb altres greixos no saturats a les membranes dels glòbuls vermells es van associar positivament amb el risc de càncer de mama. L'índex de saturació (SI) de les mateixes membranes es va associar inversament amb el risc de càncer de mama. Els greixos no saturats i l'índex de saturació baix en membranes eritrocitàries són predictors del càncer de mama postmenopàusic. Ambdues variables depenen de l'activitat de l'enzim delta-9 desaturasa (Δ9-d).
Els resultats dels assaigs clínics observacionals sobre la ingesta d'àcid gras poliinsaturat i el càncer han estat inconsistents i varien segons nombrosos factors d’incidència del càncer, inclosos els riscos de gènere i genètics. Alguns estudis han demostrat associacions entre ingestes més altes i / o nivells sanguinis d'àcids grassos polinsaturats, omega-3 i una disminució del risc de certs càncers, inclòs el càncer de mama i colorectal, mentre que altres estudis no van trobar associacions amb risc de càncer.

#### Trastorns de l'embaràs
Es va comprovar que la suplementació amb greixos poliinsaturats no té cap efecte sobre la incidència de trastorns relacionats amb l'embaràs, com la hipertensió o la preeclampsia, però pot augmentar lleugerament la durada de la gestació i disminuir la incidència dels naixements prematurs.
Els grups d'experts dels Estats Units i Europa recomanen que les dones embarassades i lactants consumeixin quantitats més altes de greixos poliinsaturats que la població general per millorar l'estat d'àcid docosahexaenoic del fetus i del nounat.

### "Greix Cis" contra "greix trans"
Per naturalesa, els àcids grassos insaturats solen tenir dobles enllaços en isometria cis-trans (amb els enllaços C – C adjacents al mateix costat) en contraposició als trans. No obstant això, els àcids grassos trans (AGT) es produeixen en petites quantitats en carn i llet de remugants (com ara boví i oví), sobre el 2-5% del greix total. Els AGT naturals, que inclouen àcid linoleic conjugat (ALC) i àcid vaccènic, s'originen al rumen d’aquests animals. L'ALC té dos enllaços dobles, un en configuració cis i un altre en trans, cosa que el converteix simultàniament en un àcid gras cis i en un trans.
| Tipus d’aliment   | Contingut de greixos trans |
| ----------------- | -------------------------- |
| mantega           | 2g to 7 g                  |
| llet sencera      | 0.07g to 0.1 g             |
| greix animal      | 0g to 5 g                  |
| picada de vedella | 1 g                        |

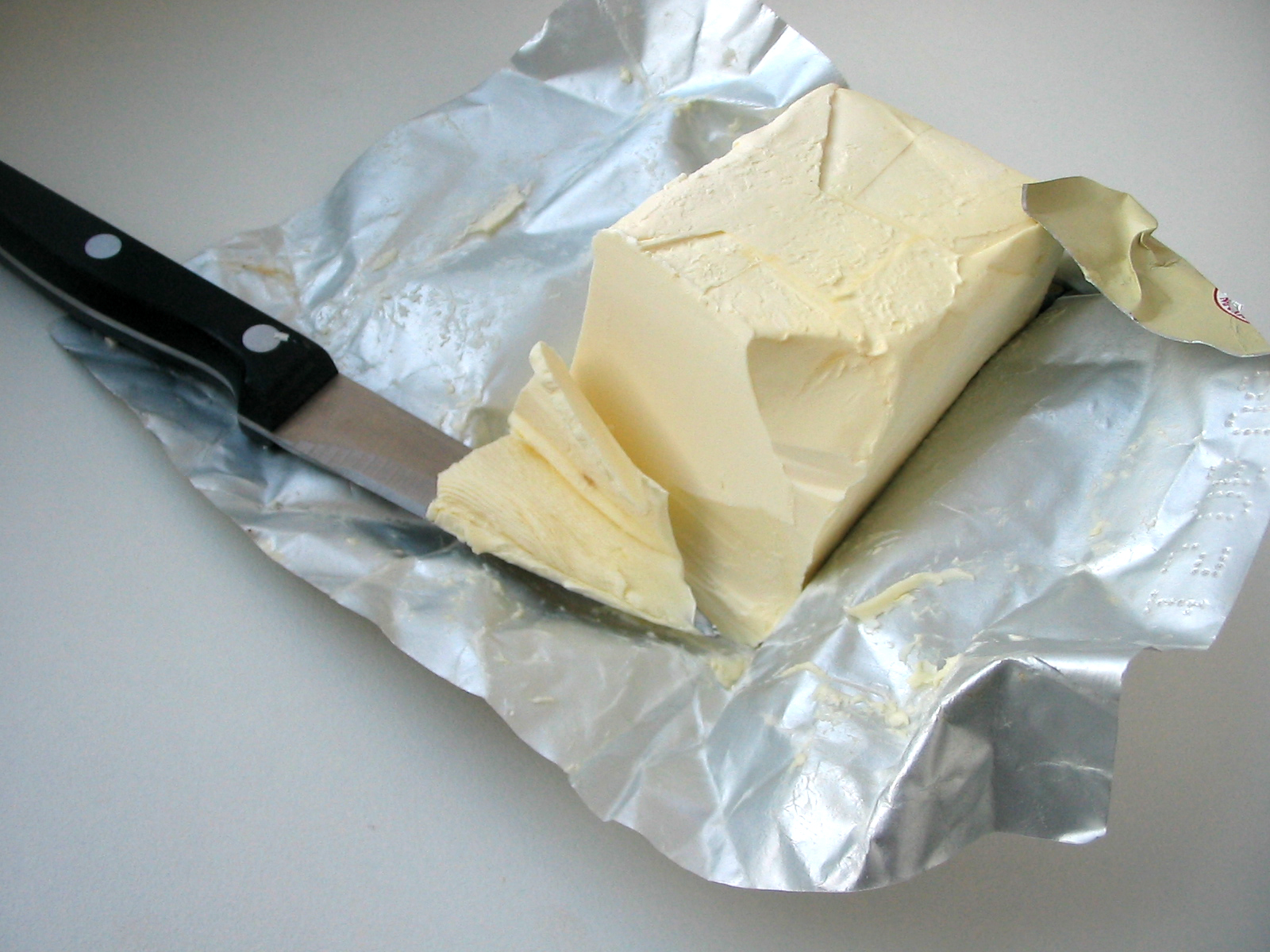
Margarina, un producte comú que pot contenir àcids grassos trans

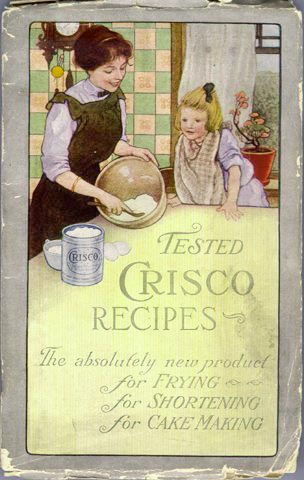
Portada del llibre de cuina original de Crisco. (1912) .Crisco es fabricava hidrogenant oli de llavor de cotó. La fórmula es va revisar a la dècada de 2000 i ara només té una petita quantitat de greix trans.

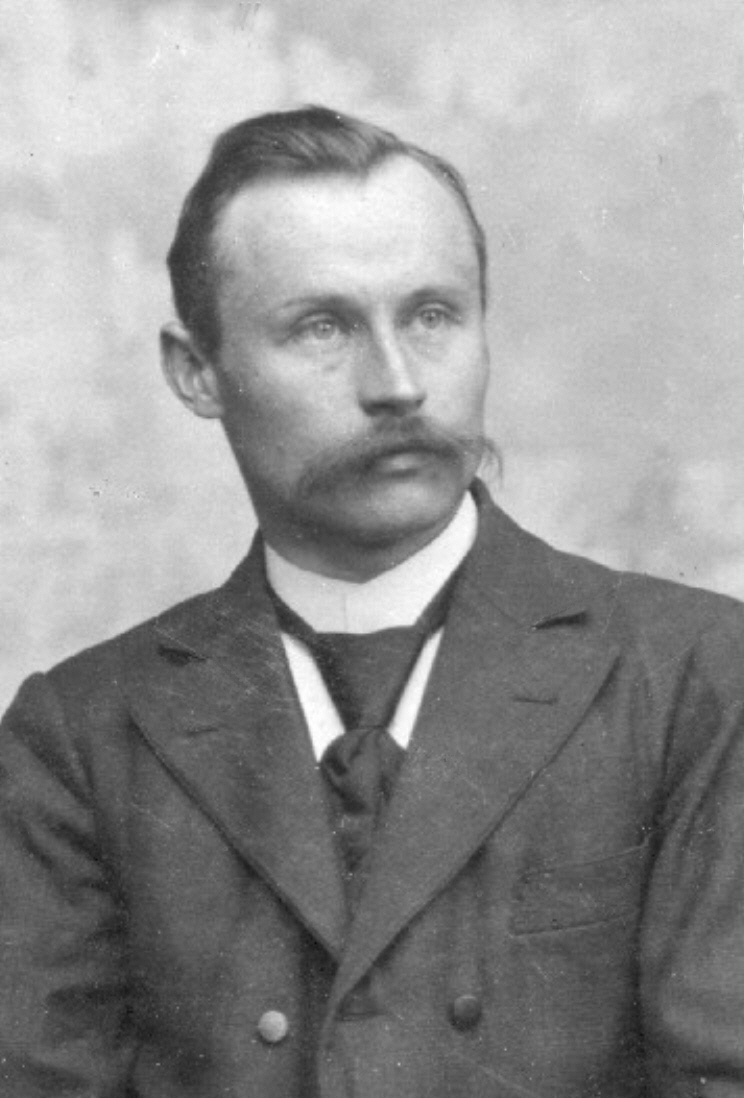
Wilhelm Normann va patentar la hidrogenació d’olis líquids el 1902

Es van replantejar les posicions sobre els àcids grassos trans a la dieta humana quan es va trobar que eren un subproducte involuntari de la hidrogenació parcial dels olis vegetals i de peix. Tot i que aquests àcids grassos trans (popularment anomenats "greixos trans") són comestibles, han estat implicats en molts problemes de salut.

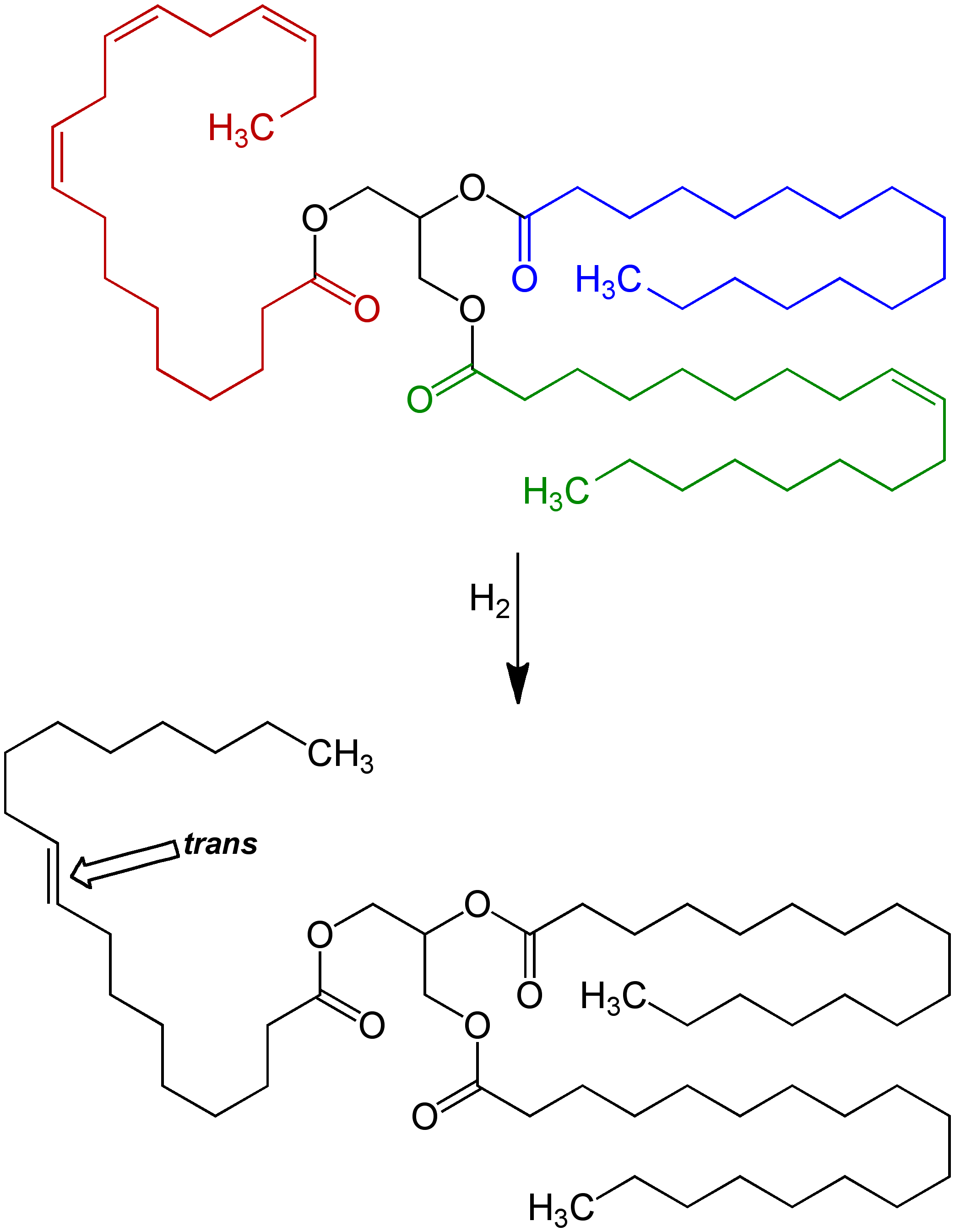
Conversió de cis a àcids grassos trans en hidrogenació parcial

El procés d’hidrogenació, inventat i patentat per Wilhelm Normann el 1902, va permetre convertir greixos líquids relativament barats com l'oli de peix o l'oli de balena en greixos més sòlids i ampliar la seva vida útil evitant la rancidificació. La font de greix i el procés es van mantenir inicialment secrets per evitar el disgust del consumidor. Aquest procés va ser àmpliament adoptat per la indústria alimentària a principis de la dècada de 1900; primer per a la producció de margarina, un substitut de la mantega i l'escurçament, i finalment, per a altres greixos que s'utilitzen en menjars per a aperitius, productes de pa envasats i productes fregits.
La hidrogenació total d’un greix o oli produeix un greix totalment saturat. No obstant això, la hidrogenació generalment s'interromp abans de completar-se, per produir un producte gras amb punt de fusió, duresa i altres propietats específiques. Malauradament, la hidrogenació parcial converteix alguns dels dobles enllaços cis en enllaços trans mitjançant una reacció d'isomerització. S'afavoreix la configuració trans perquè és la forma de menor energia.
Aquesta reacció lateral explica amb diferència la majoria dels àcids grassos trans consumits avui en dia. Una anàlisi d'alguns aliments industrialitzats del 2006 va trobar fins a un 30% de "greixos trans" en escurçament artificial, un 10% en pans i productes per a pastissos, un 8% en galetes, un 4% en aperitius salats, un 7% en gelats i dolços, i el 26% en margarina i altres aliments processats. Una altra anàlisi del 2010, però, va trobar només el 0,2% dels greixos trans de la margarina i altres unitats processades. Fins al 45% del greix total d’aquests aliments que contenen greixos trans originats per l’home, i formats per greixos vegetals parcialment hidrogenats poden ser greixos trans. Els greixos sòlids a temperatura normal per coure, tret que es reformulin, contenen al voltant del 30% de greixos trans en comparació amb els greixos totals. Els productes lactis rics en greixos com la mantega contenen aproximadament un 4%. Les margarines no reformulades per reduir els greixos trans poden contenir fins a un 15% de greixos trans en pes, però algunes reformulades tenen menys de l'1% de greixos trans.
S'han registrat alts nivells d'àcids trans en els menjars populars de "menjar ràpid". Una anàlisi de mostres de patates fregides de McDonald's recollides el 2004 i el 2005 va trobar que les patates fregides servides a la ciutat de Nova York contenien el doble de greix trans que a Hongria i 28 vegades més que a Dinamarca, on els greixos trans estan restringits. Per als de Kentucky Fried Chicken, el patró es va invertir: el producte hongarès que contenia el doble de greixos trans que el producte de Nova York. Fins i tot als Estats Units, hi va haver variacions, amb les patates fregides a Nova York que contenien un 30% més de greixos trans que les d’ Atlanta.

#### Malalties cardiovasculars
Nombrosos estudis han trobat que el consum d'àcids trans augmenta el risc de patir malalties cardiovasculars. La Harvard School of Public Health aconsella que substituir els TFA i els greixos saturats per greixos cis monoinsaturats i poliinsaturats és beneficiós per a la salut.
S'ha demostrat que el consum de greixos trans augmenta el risc de malaltia de les artèries coronàries en part augmentant els nivells de lipoproteïna de baixa densitat (LBD), sovint denominada "colesterol dolent"), reduint els nivells de lipoproteïna d'alta densitat (HDL, sovint denominada "colesterol bo "), augmentant els triglicèrids al torrent sanguini i afavorint la inflamació sistèmica.
El risc primari per a la salut identificat pel consum de greixos trans és un risc elevat de malaltia coronària (MC). Un estudi del 1994 va estimar que més de 30.000 morts cardíaques a l'any als Estats Units són atribuïbles al consum de greixos trans. El 2006 es van suggerir estimacions superiors de 100.000 morts. Una revisió exhaustiva d’estudis sobre greixos trans publicada el 2006 al New England Journal of Medicine informa d’una connexió forta i fiable entre el consum de greixos trans i la MC, que conclou que "en funció de les calories, els greixos trans semblen augmentar el risc de MC més que qualsevol altre macronutrient, cosa que confereix un augment substancial del risc a baixos nivells de consum (de l'1 al 3% del consum total d'energia) ".
La principal evidència de l'efecte del greix trans sobre la malaltia coronària prové del’ Nurses Health Study, un estudi de cohort que ha seguit 120.000 infermeres des de la seva creació el 1976. En aquest estudi, Hu i els seus col·legues van analitzar dades de 900 esdeveniments coronaris de la població de l'estudi durant 14 anys de seguiment. Va determinar que el risc de MC d'una infermera es va duplicar aproximadament (risc relatiu d'1,93, IC: 1,43 a 2,61) per cada augment del 2% en calories de greixos trans consumides (en lloc de calories de carbohidrats). Per contra, per cada augment del 5% en calories de greixos saturats (en lloc de calories de carbohidrats), hi va haver un augment del 17% en el risc (risc relatiu d’1,17, IC: 0,97 a 1,41). "La substitució de greixos saturats o greixos trans insaturats per greixos insaturats cis (no hidrogenats) es va associar amb reduccions més grans del risc que un reemplaçament isocalòric per hidrats de carboni". Hu també informa dels avantatges de reduir el consum de greixos trans. La substitució del 2% de l'energia alimentària partir de greixos trans per greixos insaturats no trans supera a la meitat el risc de MC (53%). En comparació, substituir un 5% més gran d’energia alimentària per greixos saturats per greixos insaturats no trans redueix el risc de malaltia cardiaca en un 43%.
Un altre estudi va considerar les defuncions per malaltia coronària, el consum de greixos trans relacionat amb un augment de la mortalitat i el consum de greixos poliinsaturats relacionat amb una disminució de la mortalitat.
S'ha trobat que els greixos trans actuen com saturats en augmentar el nivell sanguini de LDL ("colesterol dolent"); però, a diferència dels greixos saturats, també disminueix els nivells de HDL ("colesterol bo"). L’augment net de la relació LDL / HDL amb greixos trans, un indicador àmpliament acceptat del risc d'artèria coronària, és aproximadament el doble que el greix saturat.Un estudi creuat aleatori publicat el 2003 comparant l'efecte de menjar un àpat sobre els lípids sanguinis dels menjars (relativament) cis i rics en greixos trans va mostrar que la transferència d'ester de colesteril (CET) va ser un 28% superior després del menjar trans que després del menjar cis i que les concentracions de lipoproteïnes es van enriquir en apolipoproteïna (a) després dels àpats trans.
La prova citocina és un indicador potencialment més fiable del risc de malaltia coronària, tot i que encara s'està estudiant. Un estudi realitzat a més de 700 infermeres va demostrar que les persones del quartil més alt de consum de greixos trans tenien nivells sanguinis de proteïna C reactiva (PCR) que eren un 73% superiors als del quartil més baix.

#### La lactància materna
S'ha establert que els greixos trans de la llet materna humana fluctuen amb el consum matern de greixos trans i que la quantitat de greixos trans al torrent sanguini dels lactants amb lactància materna varia amb les quantitats que es troben a la llet. El 1999, els percentatges de greixos trans (comparats amb els greixos totals) a la llet materna oscil·laven entre l’1% a Espanya, el 2% a França, el 4% a Alemanya i el 7% al Canadà i als Estats Units.

#### Altres riscos per a la salut
Alguns estudis aconsellen sobre les conseqüències negatives del consum de greixos trans davant els riscos cardiovasculars. En general, hi ha molt menys consens científic que si afirmem que menjar greixos trans augmenta específicament el risc d'altres problemes de salut crònics:
- Malaltia d'Alzheimer: un estudi publicat a Archives of Neurology el febrer de 2003 va suggerir que la ingesta de greixos trans i greixos saturats afavoreix el desenvolupament de la malaltia d'Alzheimer,[159] encara que no s'ha confirmat en un model animal.[160] S'ha comprovat que els greixos trans alteraven la memòria i l'aprenentatge en rates d'edat mitjana. El cervell de les rates que menjaven greixos trans tenia menys proteïnes crítiques per a una funció neurològica sana. Inflamació a l'hipocamp i al seu voltant, la part del cervell responsable de l'aprenentatge i la memòria. Aquests són els tipus exactes de canvis que es veuen normalment a l'inici de l'Alzheimer, però que es veuen després de sis setmanes, tot i que les rates encara eren joves.[161]
- Càncer: no hi ha consens científic que el consum de greixos trans augmenti significativament els riscos de càncer en general.[148] L'American Cancer Society afirma que "no s'ha determinat la relació entre els greixos trans i el càncer".[162] Un estudi ha trobat una connexió positiva entre el greix trans i el càncer de pròstata.[163] No obstant això, un estudi més ampli va trobar una correlació entre els greixos trans i una disminució significativa del càncer de pròstata d’alt grau.[164] Un augment de la ingesta d’àcids grassos trans pot augmentar el risc de càncer de mama en un 75%, segons els resultats de la part francesa de la European Prospective Investigation on Cancer and Nutrition.[165]
- Diabetis: Hi ha una preocupació creixent que el risc de diabetis tipus 2 augmenta amb el consum de greixos trans.[148][166] Tot i això, no s'ha assolit el consens.[46] Per exemple, un estudi va trobar que el risc és més elevat per a aquells en el quartil més alt de consum de greixos trans.[167] Un altre estudi no ha trobat risc de diabetis un cop es van tenir en compte altres factors com la ingesta total de greixos i l’IMC.[168]
- Obesitat: la investigació indica que el greix trans pot augmentar l’augment de pes i el greix abdominal, tot i una ingesta calòrica similar.[169] Un experiment de 6 anys va revelar que els micos alimentats amb una dieta de greixos trans guanyaven el 7,2% del seu pes corporal, en comparació amb l’1,8% dels micos en una dieta de greixos monoinsaturats.[170][171] Tot i que l'obesitat es relaciona freqüentment amb greixos trans als mitjans de comunicació populars,[172] generalment es tracta del context de menjar massa calories. No hi ha un fort consens científic que connecti greixos trans i obesitat, tot i que l'experiment de 6 anys va trobar aquest vincle, concloent que "en condicions d'alimentació controlada, el consum de TFA a llarg termini era un factor independent en l'augment de pes. Els TFA van millorar la deposició intraabdominal de greixos, fins i tot en absència d’excés calòric, i es van associar a la resistència a la insulina, amb evidències que hi ha una transducció del senyal d’unió al receptor postinsulina alterada ".[171]
- Infertilitat en dones: un estudi del 2007 va trobar que "Cada augment del 2% en la ingesta d'energia de greixos insaturats trans, en comparació amb el de carbohidrats, es va associar amb un 73% més de risc d'infertilitat ovulatòria".[173]
- Trastorn depressiu major: investigadors espanyols van analitzar les dietes de 12.059 persones durant sis anys i van trobar que els que menjaven més greixos trans tenien un risc de depressió un 48% més gran que els que no menjaven greixos trans.[174] Un mecanisme pot ser la substitució dels greixos trans per nivells d'àcid docosahexaenoic (DHA) a l’ escorça orbitofrontal (OFC). Una ingesta molt elevada d’àcids grassos trans (43% del greix total) en ratolins de 2 a 16 mesos d’edat es va associar amb nivells baixos de DHA al cervell (p = 0,001).[160] Quan es van examinar post-mortem els cervells de 15 subjectes depressius principals que s'havien suïcidat i es van comparar amb 27 controls coincidents amb l'edat, es va trobar que els cervells suïcides tenien un 16% menys (mitjana masculina) i un 32% menys (mitjana femenina) de DHA a l’OFC. L’OFC controla la recompensa, l'expectativa i l’ empatia de la recompensa (que es redueixen en trastorns de l'estat d’ànim depressiu) i regula el sistema límbic.[175]
- Irritabilitat i agressivitat conductual: una anàlisi observacional del 2012 de subjectes d’un estudi anterior va trobar una forta relació entre els àcids grassos trans dietètics i l’agressivitat i irritabilitat conductual autoinformades, suggerint però no establint la causalitat.[176]
- Disminució de la memòria: en un article del 2015, els investigadors van tornar a analitzar els resultats de l'estudi de l'estadina UCSD del 1999-2005 argumenten que "un major consum dietètic d'àcids grassos trans està relacionat amb una pitjor memòria de paraules en adults durant anys d'elevada productivitat, els adults de menys de 45 anys".[177]
- L'acne: D'acord amb un estudi de 2015, els greixos trans són un de diversos components dels patrons de dietes occidentals que promouen l'acne, juntament amb els hidrats de carboni amb alta càrrega glucèmica com ara sucres refinats o midons refinats, llet i productes lactis, i greixos saturats, mentre àcids grassos omega- 3, que redueixen l'acne, són deficients en les dietes de patrons occidentals.[178]

#### Mecanismes bioquímics
El procés bioquímic exacte pel qual els greixos trans produeixen problemes específics de salut són un tema de recerca continuada. La ingesta de greixos trans dietètics pertorba la capacitat del cos per metabolitzar àcids grassos essencials (AGE, inclòs l’ omega-3) que condueix a canvis en la composició dels àcids grassos fosfolípids de les parets arterials, augmentant així el risc de malaltia de les artèries coronàries.
Els dobles enllaços trans indueixen un isomerisme conformacional lineal a la molècula, afavorint el seu embalatge rígid com en la formació de l'ateroma. La geometria del doble enllaç cis, en canvi, crea un revolt de la molècula, evitant així les formacions rígides.
Tot i que els mecanismes mitjançant els quals els àcids grassos trans contribueixen a la malaltia de les artèries coronàries, encara s'està investigant el mecanisme dels seus efectes sobre la Diabetis mellitus. Poden afectar el metabolisme dels àcids grassos poliinsaturats de cadena llarga (AGPCL). No obstant això, la ingesta d'àcids grassos trans de l'embaràs matern s'ha associat inversament amb els nivells de AGPCL en lactants al naixement que es creu que fonamenten l'associació positiva entre la lactància materna i la intel·ligència.
Els greixos trans són processats pel fetge de forma diferent que altres greixos. Poden causar disfunció hepàtica per interferir amb delta 6 desaturasa, un enzim implicat en la conversió d'àcids grassos essencials a àcid araquidònic i prostaglandines, ambdós importants pel funcionament de cèl·lules.

#### "Greixos trans" naturals en productes làctics
Alguns àcids trans grassos es produeixen en greixos naturals i en els menjars processats tradicionals. L'àcid vaccenic es produeix dins llet de les mames, i alguns isòmers de l'àcid conjugat linoleic (ACL) és trobat a la carn i productes làctics de remugants. La mantega, per exemple, conté aproximadament 3% trans greix.
El US National Dairy Council ha afirmat que els greixos trans presents el menjar dels animals és d'un tipus diferent que aquells dins parcialment hidrogenen olis, i no es produeix exhibint els mateixos efectes negatius. Una revisió científica recent apunta la conclusió que "la suma de l'evidència actual suggereix que les implicacions de salut pública de consumir trans els greixos de productes remugants són relativament limitat". Així adverteix que això pot ser a causa del baix consum de greixos trans de fonts animals en comparació amb els artificials.
Investigació recents, independents de la indústria làctia, ha trobat el 2008 una meta-anàlisi holandesa que tot greix trans, malgrat ñ'origen natural o artificial igualment provoca LDL (colesterol dolent) i nivells d'HDL (colesterol bo) més baixos. Altres estudis tanmateix han mostrat resultats diferents quan ve de greixos trans basats en animals com àcid conjugat lionèlic (ACL). Tot i que el ACL se li reconeixen les seves propietats anticanceroses, els investigadors també han trobat que el cis-9, trans-11 forma de CLA pot reduir el risc i ajudar a la lluita contra la inflamació de les malalties cardiovasculars.
Dos estudis canadencs demostren que àcid vaccènic, que incorpora uns àcids trans que naturalment es donen en productes làctics, podria ser beneficiós comparat a escurçament de verdura hidrogenada, o una mescla de llard de porc i greix de soia, per abaixar els nivells de triglicèrid i el colesterol dolent. Un estudi del US Department of Agriculture va mostrar que l'àcid vaccènic incrementa tant els colesterol HDL com LDL, mentre que els greixos trans industrials nomes incrementen LDL sense efecte beneficiós en HDL.

#### Recomanacions oficials
D'acord amb les evidències i els acords científics reconeguts, les autoritats en l'àmbit de la nutrició consideren tot greix trans és igualment nociu per salut i recomanen que el seu consum sigui reduït i per assolir la traçabilitat de les quantitats ingerides. L'Organització Mundial de la Salut va recomanar que els greixos trans no fossin més de 0.9% de la dieta d'una persona (2003) i, el 2018, va introduir una guia de 6 passos per eliminar els greixos trans industrials del subministrament alimentari global.
La National Academy of Sciences (NAS) aconsella els Estats Units i governs canadencs en ciència nutritiva per utilitzar l'etiquetatge de productes alimentaris en polítiques i programes públics. La seva Dietary Reference Intakes for Energy, Carbohydrate, Fiber, Fat, Fatty Acids, Cholesterol, Protein, and Amino Acids del 2000 conté els resultats de les seves investigacions i les recomanacions en relació al consum dels greixos trans.
Les seves recomanacions són basades en dos fets claus. Primer, "els greixos trans no són essencials i no proporcionen cap benefici sabut a salut humana", tant siguin d'origen animal oi vegetal. Segon, donat el seus va efectes en la proporció del colesterol HDL i LDL, el NAS conclou que "els greixos trans dietètics són perjudicials amb relació a les malalties de les artèries coronàries que els àcids grassos saturats". Una 2006 revisió publicada en el New England Journal of Medicine (NEJM) exposa que "des d'un punt de vista nutricional, el consum d'àcids trans grassos es potencialment dolent i no ofereix cap benefici aparent."
A causa d'aquests fets i preocupacions, el NAS ha conclòs que no hi ha cap nivell segur pel consum d'àcids trans grassos, ni cap nivell de recomanació adequada de consum diari o tolerable. Això és perquè qualsevol augment en l'increment de la ingesta de greixos trans augmenta el risc de patir una malaltia de les artèries coronàries.
Malgrat aquesta preocupació, el les recomanacions dietètiques del NAS no han inclòs l'eliminanció dels greixos trans de la dieta. Això és perquè aquests greixos es presenten de forma natural en molts menjars animals en quantitats determinades, i per això la seva extracció de dietes normals podria introduir efectes indesitjables i desequilibris en les balances nutricionals.. El NAS però va, "recomanar que el consum d'àcids trans grassos fossin tant baixos com fos possible mentre es consumeixi una dieta nutricionalment adequada".Tan el NAS, l'Organització Mundial de la Salut han intentat equilibrar els objectius de salut pública amb un nivell pràctic de consum de greixos trans, recomanant el 2003 que es limiti a menys de 1% de la ingesta total energètica.

#### Acció reguladora
En l'últimes dècades, hi ha hagut quantitat substancial de control de greixos trans en molts països, limitant els continguts de greixos trans d'origen industrial i la comercialització de productes alimentaris.

#### Alternatives a la hidrogenació
En aquests darrers anys, la imatge pública negativa i els controls estrictes han conduït moltes indústries de processament de greixos a substituir la hidrogenació parcial per greix interesterificat, un procés que químicament barreja els àcids grassos entre una barreja de triglicèrids. Quan s'aplica a una corba adequada d'olis i greixos saturats, possiblement seguit per separació de sòlids indesitjats o triglicèrids líquids, aquest procés pot aconseguir els resultats similars a aquells d'hidrogenació parcial sense afectar els àcids grassos ells; en particular, sense crear qualsevol nou "greix trans"
Investigadors del Departament d'Agricultura dels Estats Units han investigat sobre si la hidrogenació pot ser aconseguida sense l'efecte negatiu de la producció de greixos trans. Van variar la pressió sota quina la reacció química va ser conduïda – aplicant 1400 kPa (200 psi) les condicions de pressió de l'oli de soia en un recipient de 2 litres mentre s'escalfava entre 140 °C i 170 °C. El procés estàndard d'hidrogenació a 140 kPa (20 psi) produeix un producte d'aproximadament 40% d'àcids trans grassos de pes. Es va comparar a aproximadament 17% utilitzant el mètode de pressió mes alta. Barrejat amb oli de soja líquid no hidrogenat, l’oli processat a alta pressió produeix margarina que conté un 5 a un 6% de greixos trans. Basat en requisits de marcatge dels EUA actuals, el fabricant podria demanar que el producte era lliure de greix trans. El nivell de greix trans també pot ser alterat per modificació de la temperatura i la longitud de temps durant hidrogenació.
A la Universitat de Guelph un grup de recerca ha trobat una manera de barrejar olis (com oliva, soia, i canola), aigua, monoglcèrids, i àcids grassos per formar un "greix de cuina" que actua la mateixa manera com trans i greixos saturats.

### Àcids grassos omega-tres i omega-sis
Els àcids grassos omega 3 han rebut recerques significatives en els darrers anys.
Entre els àcids grassos omega-3, ni les formes de cadena llarga ni de cadena curta es van associar de forma rellevant amb el risc de càncer de mama.Tanmateix en els nivells alts d'àcid docosahexaenoic (ADH), la majoria d'omega-3 mes abudant àcid gras poliinsaturat a les membranes d'eritròcit (glòbuls vermells), va ser associat amb un risc reduït de càncer de pEl ADH obtingut a través del consum d'àcids grassos poliinsaturats s'associa positivament amb l'actuació cognitiva i conductista. A més a més el ADH és vital per l'estructura de la substància grisa del cervell humà, així com l'estímul de la retina i neurotransmissió.

### Interesterificació
Alguns estudis han investigat els efectes de salut de insteresterificació de greixos, per comparar dietes amb aquest procés i sense amb la mateixa composició d'àcid gras global.
Diversos estudis experimentals realitzats en humans no van trobar diferències estadístiques en els lípids en dejuni de la sang entre un nombre elevat de quantitats de greix interesterificat, amb 25-40% C16:0 o C18:0 en el 2-posició, i una dieta similar amb greix no interesterificat, i només 3-9% C16:0 o C18:0 en el 2-posició.Un resultat negatiu va ser obtingut també en un estudi que va comparar els efectes sobre els nivells de colesterol de la sang d'un productes interesterificat com la mantega de cacau i el producte real no interesterificat.
Un 2007 estudi finançat pel Malaysian Palm Oil Board va reclamar que reemplaçant l'oli de palma natural per altre interesterificat totalment o parcialment va causar efectes perjudicials per la salut adversa, com una proporció d'HDL/de LDL més alta i nivells de glucosa del plasma. Tanmateix, aquests efectes podrien ser atribuïts al percentatge més alt d'àcids saturats en els productes intereserificats que parcialment van hidrogenar greixos, més alts que els processats amb interesterificació.

### Funció dins malaltia
En el cos humà, els nivells alts dels triglicèrids en el torrent sanguini han estat enllaçats a ateroesclerosi, malaltia de cor i accidents vasculars cerebrals. Tanmateix, l'impacte negatiu relatiu entre els nivells de triglicèrids en relació amb les proporcions de LDL:i HDL és fins ara desconegut. El risc es pot explicar en part per una forta relació inversa entre el nivell de triglicèrids i el nivell de colesterol HDL. Però el risc és també a causa dels alts nivells de triglicèrids que augmenten la quantitat de partícules denses de LDL.

### Directrius
El National Cholesterol Education Program té directrius de conjunt pels nivells de triglicèrids:
| Nivell        | Nivell    | Interpretació                    |
| (mg/dL)       | (mmol/L)  | Interpretació                    |
| ------------- | --------- | -------------------------------- |
| <150          | <1.70     | Gamma normal – risc baix         |
| 150–199       | 1.70–2.25 | Lleugerament per sobre de normal |
| 200–499       | 2.26–5.65 | Algún risc                       |
| 500 o més alt | >5.65     | Molt alt – risc alt              |

Aquests nivells són provats després de dejuni de 8 a 12 hores. Els nivells de triglicèrids queden temporalment més alts durant un període després de menjar.
L'American Heart Association recomana un nivell de triglicèrids òptim de 100 mg/dL (1.1 mmol/L) o més baix de millorar salut del cor.

### Reduint nivells de triglicèrids
La pèrdua de pes i la modificació de la dieta són eficaces en els primers tractaments de modificació d'estil de vida de línia per hipertrigliceridèmia.Per persones amb nivells moderats o alts de triglicèrids, es recomanen els canvis d'estil de vida, incloent pèrdua de pes, exercici moderat, modificació dietètica. Aquestes recomanacions poden incloure restricció de carbohidrats (concretament fructosa) i greix en la dieta i el consum de àcids grassos omega-3 d'algues, fruites seques, peix i llavors. La medicació es recomana primer en aquelles persones amb nivells alts de triglicèrids que no són corregit amb les modificacions d'estil de vida esmentades, amb fibrats. Els àcids omega-3 carboxílics són un altre fàrmac de recepta utilitzat per tractar nivells molt alts de triglicèrids en sang.
La decisió per tractar hipertrigliceridèmia amb la medicació depèn dels nivells i en la presència d'altres factors de risc per malaltia cardiovascular. Nivells molt alts que augmentarien el risc de pancreatitis són tractats amb fàrmacs de la classe de fibrats. La Niacina I àcids grassos omega-3 així com fàrmacs de la classe Estatin poden ser utilitzats conjuntament, sent l'estatina la medicació principal per moderar la hipertrigliceridèmia quan es requerix la reducció de risc cardiovascular.

## Metabolisme i digestió grassa
Els greixos són metabolitzats en el cos sa per alliberar els seus constituents, glicerol i àcids grassos. El glicerol pot ser convertit en glucosa pel fetge i esdevenir una font d'energia. Els greixos i altres lípids són metabolitzats en el cos pels enzims coneguts com lipases que es produieixen en el pàncrees.
Molts tipus de cèl·lules poden utilitzar qualsevol glucosa o àcids grassos com a font d'energia per metabolisme. En particular, el cor i el múscul esquelètic prefereixen àcids grassos. Malgrat les afirmacions contràries anteriors, els àcids grassos també es poden utilitzar com a font de combustible per a les cèl·lules cerebrals mitjançant l'oxidació mitocondrial.